# John Henry Whitley
Pour les articles homonymes, voir Whitley.
John Henry Whitley, né le 8 février 1866 à Halifax et mort le 3 février 1935, est un homme politique britannique.

## Biographie
Il est éduqué au Clifton College, public school de Bristol. Il travaille ensuite pour l'entreprise de filature de coton de son oncle, tout en étudiant à l'université de Londres « durant son temps libre », avant d'entrer en politique. De 1893 à 1900 il est membre du conseil municipal de Halifax, et s'implique activement dans des organisations caritatives. Il contribue ainsi à la création d'un gymnase pour les jeunes ouvriers de la ville, ainsi que la mise en place pour eux de cours du soir, et la possibilité pour leurs enfants d'être envoyés en camping au bord de la mer,,.
Il est élu député de la circonscription de Halifax aux élections de 1900, sous l'étiquette du Parti libéral ; il continuera de la représenter pendant vingt-huit ans. En 1907 il est nommé ministre-adjoint au trésor de Sa Majesté dans le gouvernement de Henry Campbell-Bannerman, et devient conjointement l'un des whips du Parti libéral. En 1910 il est choisi pour vice-président de la Chambre des communes, et est conséquemment fait membre du Conseil privé en 1911,.
En réponse à une grève ouvrière en mai 1917, durant la Première Guerre mondiale, John Whitley est nommé président d'un comité qui produit un rapport sur l'état des relations entre employeurs et salariés. Il propose avec succès la création de conseils de dialogue entre employeurs et travailleurs dans les différentes entreprises et dans les branches du service public. Ces conseils demeurent connus sous le nom de « conseils Whitley », au moins dans le service public, à ce jour. En 1921 il est élu président de la Chambre des communes. Il quitte cette fonction pour raisons de santé en 1928, et est le premier président sortant à refuser d'être anobli, tradition remontant à la fin du XVIIIe siècle,,.
De 1929 à 1931 il préside une commission chargée d'examiner les conditions de travail en Inde. Le rapport qui en résulte critique le rôle d'employeurs britanniques pour le peu de progrès contre la pauvreté en Inde, présentée comme la principale cause de tensions sociales. En 1930 il est nommé président du conseil d'administration de la British Broadcasting Corporation. C'est à ce titre qu'il délivre l'allocution qui constitue la première transmissions sur les ondes du nouveau Service impérial de la BBC,. 
Il meurt d'une pleurésie en février 1935, durant son mandat de président de la BBC,.